# Język ona
Język ona, język selkʼnam – wymarły język z rodziny języków czońskich. Używany był na Ziemi Ognistej przez lud Selkʼnam. Wymarł 28 maja 1974 roku, kiedy zmarła Ángela Loij.

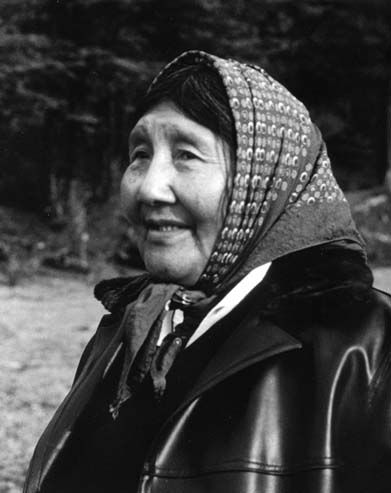
Ángela Loij, ostatnia osoba mówiąca w języku ona

## Gramatyka
Język selkʼnam używał szyku zdań OVS. W języku tym były dwie grupy słownictwa: rzeczownik i czasownik.

## Słownictwo[4]
| polski    | selkʼnam | tehuelcze  |
| --------- | -------- | ---------- |
| jajko     | Heil     | Hel        |
| mężczyzna | Chon     | Chonke     |
| kobieta   | Naa      | Karken/Naa |
| ręka      | Chen     | Chen       |
| ja        | Ya       | Iá/Ya      |
| morze     | Koy      | Koy        |
| ty        | Ma/Mak   | Maha/Maak  |